# Vallée de la Dyle à Ottignies
Vallée de la Dyle à Ottignies este o arie protejată (arie specială de conservare — SAC, sit de importanță comunitară — SCI, arie de protecție specială avifaunistică — SPA) din Belgia întinsă pe o suprafață de 304,6 ha, integral pe uscat.

## Localizare
Centrul sitului Vallée de la Dyle à Ottignies este situat la coordonatele 50°40′30″N 4°35′39″E / 50.674901°N 4.59429°E.

## Înființare
Situl Vallée de la Dyle à Ottignies a fost declarat arie de protecție specială avifaunistică în aprilie 2016 pentru a proteja 1 specie de plante și 9 specii de animale. Alte tipuri de protecție:
- sit de importanță comunitară (în octombrie 2002)
- arie specială de conservare (în aprilie 2016)[1][3][4]

## Biodiversitate
Situată în ecoregiunea atlantică, aria protejată conține 9 habitate naturale: Lacuri eutrofice naturale cu vegetație de tip Magnopotamion sau Hydrocharition, Cursuri de apă de la nivel de câmpie la nivel montan, cu vegetație Ranunculion fluitantis și Callitricho-Batrachion, Pajiști uscate europene, Liziere de ierburi înalte hidrofile de câmpie și de nivel montan până la alpin, Păduri de fag acidofile atlantice, cu subarboret de Ilex și, uneori, de asemenea, Taxus, la nivelul arbuștilor (Quercion robori-petraeae sau Ilici-Fagenion), Păduri de fag Asperulo-Fagetum, Păduri de stejar sau de stejar și carpen sub-atlantice și medio-europene de Carpinion betuli, Păduri acidofile de stejar bătrân cu Quercus robur pe câmpii nisipoase, Păduri aluvionare cu Alnus glutinosa și Fraxinus excelsior (Alno-Padion, Alnion incanae, Salicion albae).
La baza desemnării sitului se află mai multe specii protejate:
- plante (1): Leucobryum glaucum
- păsări (7): pescăruș albastru (Alcedo atthis), ciocănitoarea de stejar (Dendrocopos medius), ciocănitoare neagră (Dryocopus martius), egretă albă (Egretta alba), becațină comună (Gallinago gallinago), becațină mică (Lymnocryptes minimus), viespar (Pernis apivorus)
- nevertebrate (1): Vertigo moulinsiana
- pești (1): zglăvoacă (Cottus gobio)

Pe lângă speciile protejate, pe teritoriul sitului au mai fost identificate 2 specii de plante, 5 specii de amfibieni, 2 specii de mamifere, 1 specie de nevertebrate, 3 specii de reptile.